# Palaeohatteria longicaudata
Palaeohatteria longicaudata és una espècie extinta de sinàpsid de la família dels paleohattèrids que visqué durant el Sakmarià (segon estatge del Permià inferior) en allò que avui en dia és l'Europa central. Se n'han trobat restes fòssils a Alemanya. Es tracta de l'única espècie reconeguda del gènere Palaeohatteria. Tenia quatre dents premaxil·lars, quatre o cinc dents maxil·lars precanines i l'os lacrimal llarg.
El nom genèric Palaeohatteria significa ‘Hatteria antiga’, en referència a un nom genèric obsolet de la tuatara, mentre que el nom específic longicaudata significa ‘cuallarga’.